# Tipula catawba
Tipula catawba är en tvåvingeart som beskrevs av Alexander 1915. Tipula catawba ingår i släktet Tipula och familjen storharkrankar. Inga underarter finns listade i Catalogue of Life.